# Велика Доч
Вели́ка Доч — село в Україні, у Височанській сільській громаді Ніжинського району Чернігівської області. Населення становить 554 особи.

## Історія
Велика Доч свою історію бере початок з другій половині XX століття. В цей час на території сучасного села знаходився Савченків хутір. За даними карт тих часів хутір  знаходився у західній частині села. Наприкінці 19 сторіччя через територію села була прокладена Любаво-Роменська залізниця. Ділянка Гомель-Бахмач була відкрита у 1874 році. З відкриттям залізниці був збудований залічничний вокзал. В серпні 1919 року на території станції відбувалися бойові сутички Червоної та Білої армії. Стрілянина була за участю бронепоїздів «Орёл»-зі сторони Білих та бронепоїзд «Советская Россия» зі сторони червоних. Для підтримки якогось поїзда використовувалася кіннота та артилерія малого калібру.
11 вересня 1941 село окупували німецькі загарбники, комуністичний режим відновлено 8 вересня 1943 року.
Село постраждало внаслідок геноциду українського народу, проведеного урядом СРСР 1932—1933 та 1946—1947.
У радянські часи працювали такі підприємства:
- РТП (Ремонтно Транспортне Підприємство (рання назва МТС Машинно Трактрона Станція). Підприємство займалося ремонтом двигунів до тракторів, також на підприємстві був парк автомобілів по домомозі, та обслуговуванню колгоспів району.
- Консервний завод. Основна спеціалізація-переробка овочів та фруктів з навколишніх колгоспів.
- Міжколгоспне об'єднання хімічного оброблення полів (сільгоспхімія)
- Комбікормовий завод
- На території села знаходилися дві тваринних ферми колгоспу «Переможець» (с. Шаповалівка)
- Два (три) асфальтних заводи
- Залізнична станція: товарна та пасажирська
- Хлібо-приймальне відділення (Заготзерно).

Оскільки на території села знаходиться залізниця, то підприємства району мали філії по прийому-відвантаженні вантажів
- Склад по прийому та зберіганню твердого палива (Паливний склад)
- Склад по прийому та зберігання нафтопродуктів (Нафтобаза)
- Філія Шабалинівського спиртзаводу (Спиртбаза)
- Філія Борзнянської РАЙСПОЖИВспілки (Райсоюз)
- Філія прийому фруктів від населення Київської кондитерської фабрики ім К. Маркса (нинішній Рошен)
- Філія прийому та зберігання будівельних матеріалів районної дорожньої служби (Автодор)
- Філія прийому та зберігання будівельних матеріалів районної будівельної організації

12 червня 2020 року, відповідно до розпорядження Кабінету Міністрів України № 730-р «Про визначення адміністративних центрів та затвердження територій територіальних громад Чернігівської області», увійшло до складу Височанської сільської громади.
19 липня 2020 року, в результаті адміністративно-територіальної реформи, і ліквідації Борзнянського району, увійшло до складу новоутвореного Ніжинського району.

## Населення
Згідно з переписом УРСР 1989 року чисельність наявного населення села становила 1044 особи, з яких 482 чоловіки та 562 жінки.
За переписом населення України 2001 року в селі мешкало 786 осіб.

### Мова
Розподіл населення за рідною мовою за даними перепису 2001 року:
| Мова       | Відсоток |
| ---------- | -------- |
| українська | 97,10 %  |
| російська  | 2,52 %   |
| білоруська | 0,38 %   |

## Сучасність
На цей час на території села працюють такі організації:
- Залізнична станція товарна та пасажирська
- Дочинське ХПП (хлібоприймальне підприємство)
- Склад по прийому та зберіганню твердого палива (Паливний склад)

Інфрастуктура села складається із
- Школи першого рівня (Початкової школи 1-4кл)
- Фельдшерсько-Акушерського пункту
- Чотири магазини
- Церква
- Поштове відділення
- Сільського будинку культури, у приміщенні якого знаходиться:
  - Актова зала, з можливістю перегляду кінофільмів
  - Бібліотека
  - Танцювальна зала

Серед природних пам'яток — стародавній дуб (до 300 років).
- 4 листопада 2008 у селі відкрито меморіальний знак у пам'ять про жертв комуністичного Голодомору.